# Колумбия
Колу́мбия (исп. Colombia [koˈlombja], прослушатьо файле, официальное название — Респу́блика Колу́мбия, República de Colombia [reˈpuβlika ðe koˈlombja]) — государство на северо-западе Южной Америки, с территориями в Центральной Америке. Столица — Богота. Граничит с Бразилией и Венесуэлой на востоке, на юге — с Эквадором и Перу, на западе — с Панамой.
По морю граничит с Коста-Рикой, Никарагуа, Гондурасом, Ямайкой, Гаити и Доминиканской Республикой. Омывается Карибским морем на севере и Тихим океаном — на западе. По количеству населения страна занимает второе место в Южной Америке после Бразилии, 28-е — в мире и второе — по количеству испаноговорящего населения.
Столица и крупнейший город — Богота, другие крупные города — Медельин, Кали, Барранкилья, Картахена, Кукута, Соледад, Ибаге, Соача, Букараманга, Вильявисенсио, Санта-Марта, Вальедупар и Бельо.
На территории нынешней Колумбии некогда проживали коренные народы, самые развитые из которых — чибча, кимбая и тайрона, страна является одной из самых богатых в мире по количеству проживающих народов и используемых ими языков. Современный колумбийский народ появился в ходе смешения европейцев, африканцев и коренного населения, на колумбийских Карибах живёт значительное число выходцев с Ближнего Востока. На территории Колумбии находятся тропические леса Амазонки и Льянос-Ориноко. Колумбия — вторая страна в мире с наибольшим биологическим разнообразием. Здесь зарегистрирован 54 871 вид. Однако она входит в восьмёрку стран с наибольшим нанесением вреда экологии.
Впервые испанские колонизаторы вступили на колумбийскую землю в 1499 году, на первую половину XVI века приходит период активных завоеваний, в результате которых было создано вице-королевство Новая Гранада со столицей в Боготе. В 1819 году была признана независимость от Испании, но уже в 1831 году федерация Великая Колумбия распалась. На территории современной Колумбии и Панамы была образована республика Новая Гранада (1832), которая затем была преобразована в Гранадскую конфедерацию (1858), а ещё позднее — в Соединённые Штаты Колумбии (1863). Окончательное название Республика Колумбия было получено в 1886 году, в 1903 году из состава страны вышла Панама.
Экономика Колумбии занимает четвёртое место в Латинской Америке, является частью КИВЕТС и членом ООН, ВТО, ОАГ, Тихоокеанского альянса и других международных организаций.
Унитарное государство и президентская республика. Президент с 7 августа 2022 года — Густаво Петро.

## Этимология
Название страны происходит от имени известного путешественника-мореплавателя Христофора Колумба, который открыл Америку для европейцев. Его использовал венесуэльский революционер, борец за независимость Южной Америки Франсиско де Миранда по отношению ко всему Новому Свету, но особенно — землям под властью Испании и Португалии. После название было предложено Симоном Боливаром в «Письме с Ямайки» (исп. Carta de Jamaica). Оно было принято при образовании федеративной Республики Колумбия в 1819 году, в которую входили территории вице-королевства Новой Гранады (территории современных Колумбии, Панамы, Венесуэлы, Эквадора и северо-запад Бразилии). Однако впоследствии после отделения Эквадора и Венесуэлы страна стала называться Новой Гранадой. С 1858 года страна стала называться Гранадская Конфедерация, с 1863 года — Соединённые Штаты Колумбии. С 1886 года устоялось нынешнее название — Республика Колумбия. Оно оспаривалось правительствами Эквадора и Венесуэлы, так как посягало на общее наследие этих стран, но на данный момент эти споры приостановлены.
Происхождение названия страны отражено в гимне республики:
Омыта кровью героев земля Колумба
(исп. Se baña en sangre de héroes la tierra de Colón)Рафаэль Нуньес

## История

### Доколониальный период

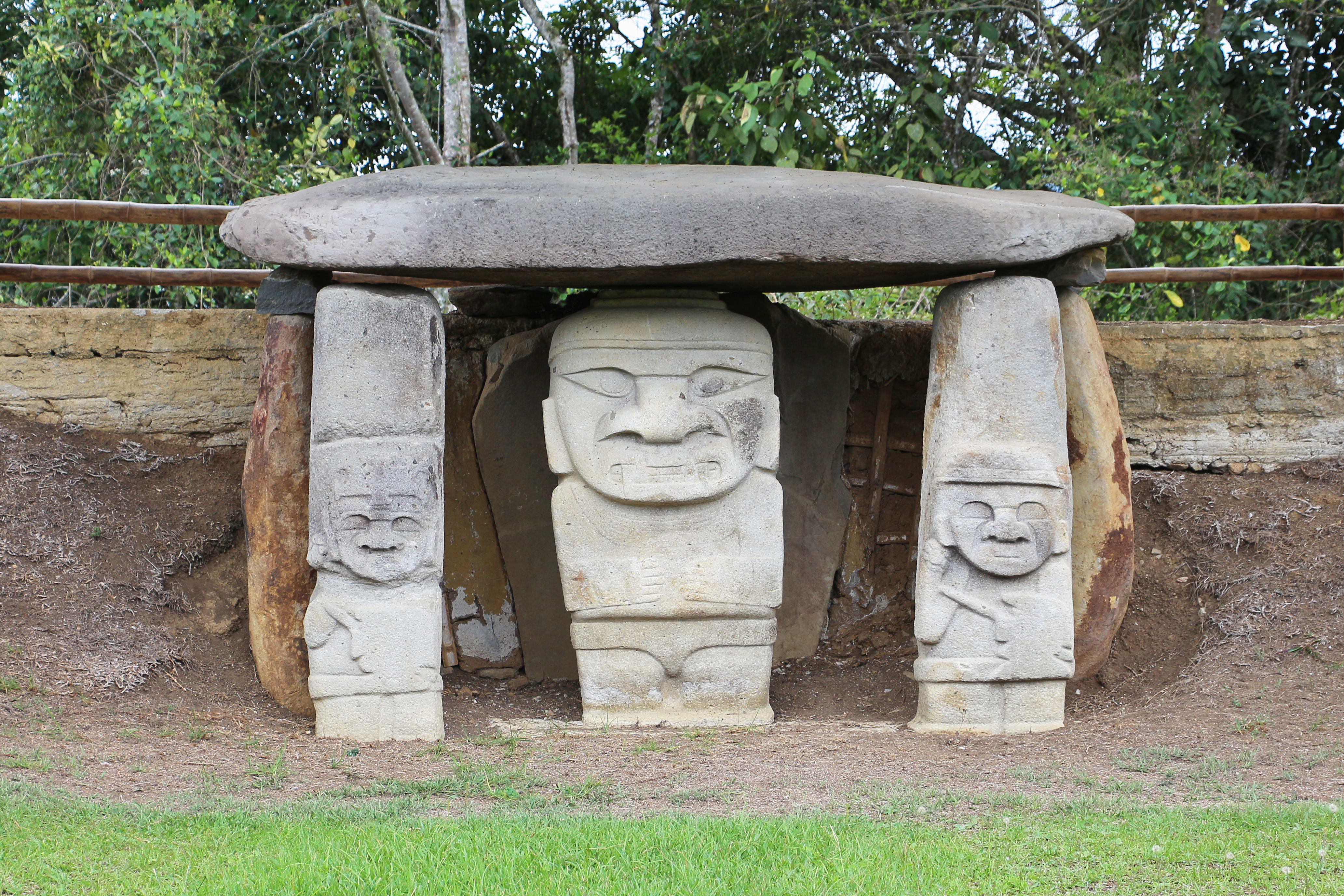
Древняя скульптура в Археологическом парке «Сан-Агустин»

Благодаря своему расположению нынешняя Колумбия являлась коридором для ранних переселенцев из Мезоамерики и Карибских островов ближе к Андам и бассейну Амазонки. 

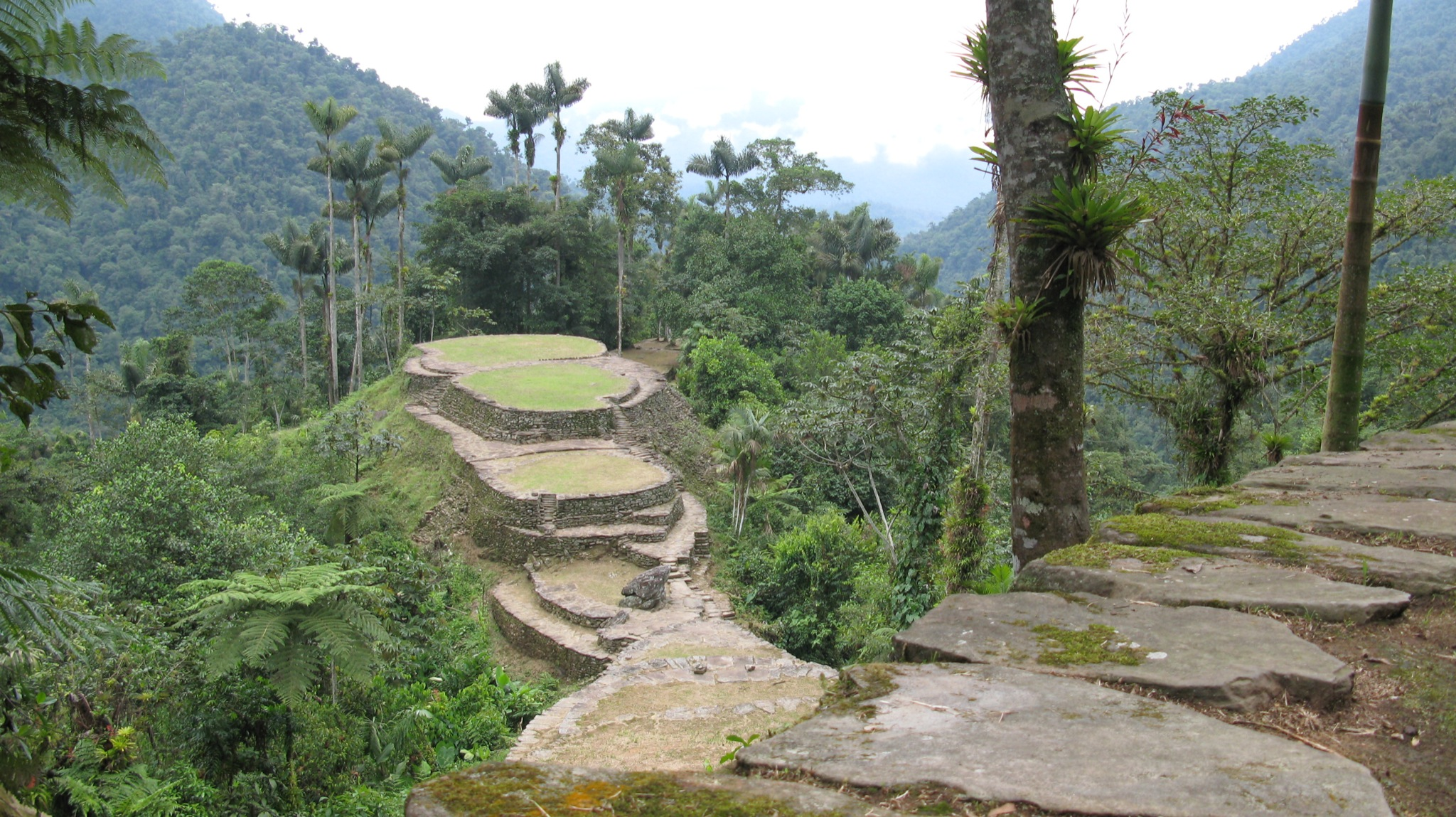
Руины «Потерянного города» 8 в. до н. э.

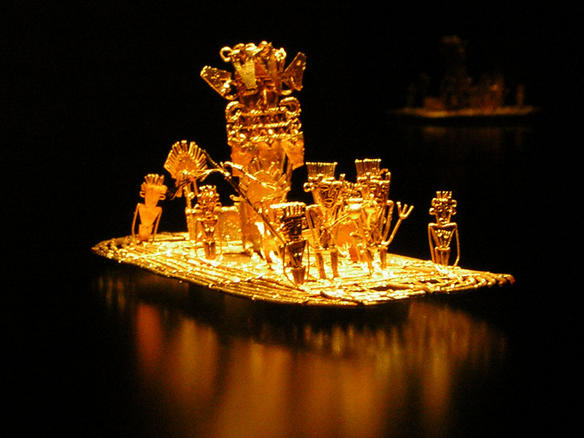
Золотой плот Эльдорадо. Культура муисков

Первые следы пребывания человека на территории нынешней Колумбии относятся к XVII—XV векам до н. э. На территории нынешней Боготы жили палеоиндейские племена охотников-собирателей, которые проживали в основном в долине реки Магдалена. Обнаруженное археологами поселение Пуэрто Ормига (исп. Puerto Hormiga) относится к периоду американской архаики (8—2 тыс. лет до н. э.). Также имеются данные, что территории Эль-Арба и Текендама, расположенные в районе Кундинамарка также были заселены. Пример самой древней керамики в Колумбии был найден в поселении Сан Хасинто (исп. San Jacinto) и датируется 5—4 тыс. до н. э.
Коренное население живёт на территории современной Колумбии примерно с 12,5 тыс. до н. э. Кочевые племена охотников-собирателей из поселений Эль-Абра, Тибито и Текендама, расположенных вблизи современной Боготы торговали друг с другом и другими племенами, расселившимися в долине реки Магдалены. Между 5 и 1 тыс. до н. э. стало зарождаться аграрное общество, кочевые племена стали создавать постоянные поселения, появилась керамика. С начала нашей эры на территории нынешней Колумбии жили индейцы (карибы, араваки, чибча), причём среди них преобладали чибча. При этом в племени чибча различались две культурные традиции — тайрона и муиски.
В начале первого тысячелетия до н. э. группы индейцев, в том числе представители народов муиска, кимбайя и тайрона перешли к политической системе касикасгос (исп. cacicazgos), которая представляла собой пирамидальную структуру власти во главе с касиками. Представители народа муиска населяли в основном современную территорию департамента Бояка и высокогорное плато Кундинамарки, где они образовали Конфедерацию муисков. Они занимались выращиванием кукурузы, картофеля, киноа и хлопка, а также торговали золотом, изумрудами, ручной керамикой и каменной солью с соседними народами. У муисков было весьма развитое по тем временам общество, они являлись одной из наиболее развитых цивилизаций в Южной Америке (после майя и инков). Они создавали ювелирные изделия из золота и сплава золота с медью, золотые пластинки выступали в качестве денежного эквивалента. Муиски поклонялись Богу-Солнцу как источнику плодородия и приносили ему животных в качестве жертв.
Представители народа тайрона обитали на севере Колумбии в горном массиве Сьерра-Невада-де-Санта-Марта, а кимбайя населяли территории вблизи реки Каука. Большинство народов были земледельцами, но социальная структура общин сильно различалась, например, народ карибов жил в состоянии постоянной войны, в то время как другие жили более мирно. Также юго-западная часть страны была захвачена Империей инков.

### Испанская колонизация

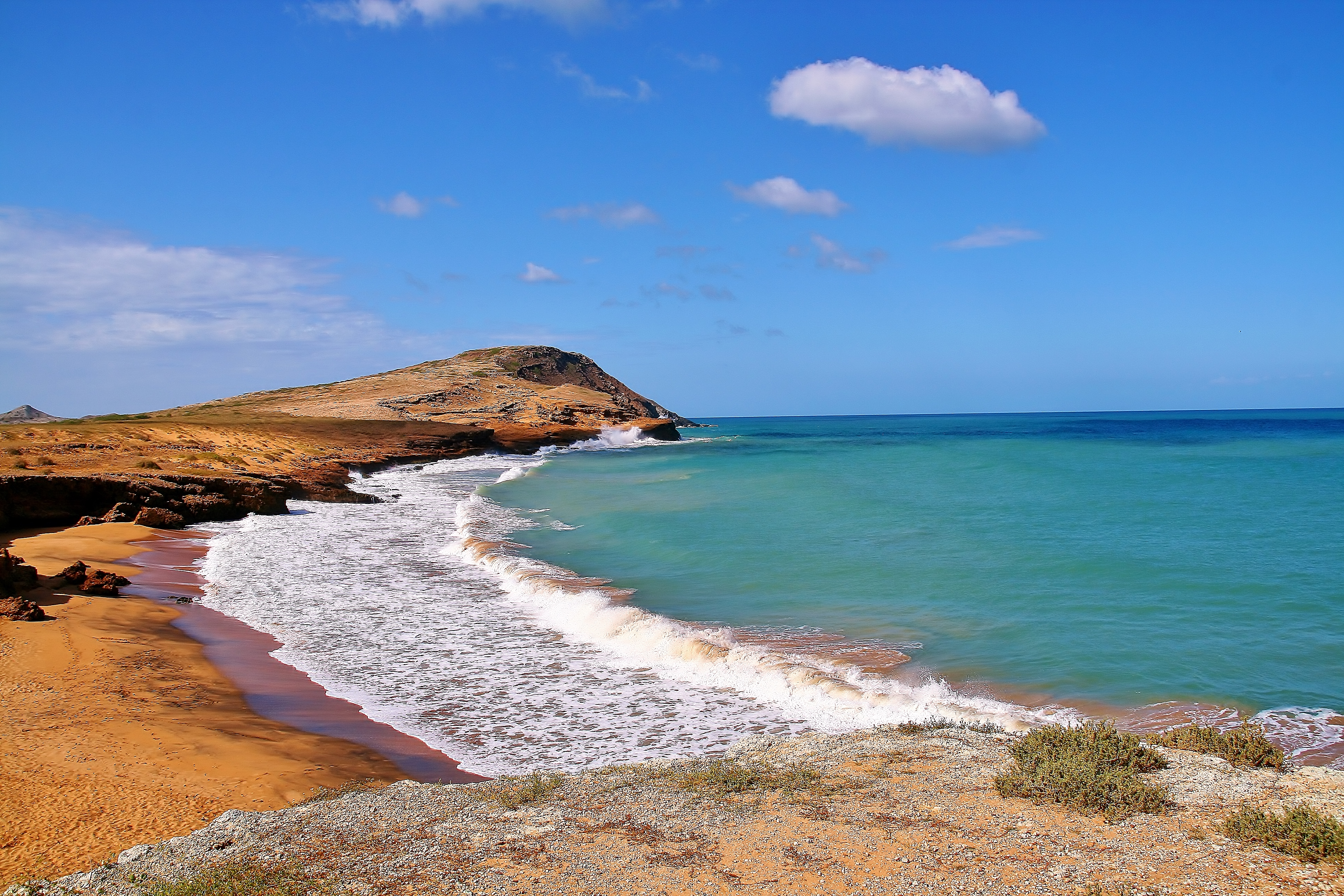
Мыс Вела, одно из первых мест в Южной Америке, посещённых европейцами

Испанский конкистадор Алонсо де Охеда, плававший до этого с Колумбом, достиг полуострова Гуахира в 1499 году. С начала XVI века началась колонизация испанцами Южной Америки, в том числе территории нынешней Колумбии. Первые колонии испанцев были основаны на Карибском побережье, которые испанские исследователи, во главе с Родриго де Бастидасом, впервые обследовали в 1500 году. В 1502 году Христофор Колумб побывал в Карибском бассейне. В 1508 году Васко Нуньез де Бальбоа исследовал территорию залива Ураба и в 1510 году основал первый город на континенте — Санта-Мария-ла-Антигуа дель Дарьен. Вскоре были основаны другие города — Санта Марта — в 1525 году и Картахена — в 1533 году.
В 1536 году Гонсало Хименес де Кесада возглавил экспедицию числом в 500 человек в глубь континента. Он крестил земли, через которые проходил его путь и которые впоследствии назвал королевством Новая Гранада. В августе 1538 года он основал столицу рядом с поселением муисков Баката и назвал её Санта Фе. Впоследствии город стал называться Санта Фе де Богота. В это же время два других известных конкистадора также совершили знаковые путешествия вглубь Южной Америки. Себастьян де Белалькасар, известный завоеванием важного для Империи инков города Кито, совершил путешествии на север континента и основал города Кали в 1536 году и Попаян в 1537 году. С 1536 года по 1539 год немецкий конкистадор Николаус Федерман пересёк долину реки Ориноко и пошёл через Восточную Кордильеру в поисках «золотого города» Эльдорадо. Легенда о золотом городе сыграла ключевую роль в стремлении испанцев и других европейцев исследовать территории Новой Гранады в XVI и XVII веках.
Конкистадоры часто вступали в союзы с враждебными друг другу племенами, впоследствии союзники среди коренного населения сыграют решающую роль в завоевании, а также поддержании испанской власти на захваченной территории. Численность коренного населения резко упала не столько из-за захватнических войн, сколько из-за евразийских инфекционных болезней, к которым у них не было иммунитета, например натуральной оспы. Столкнувшись с риском, что новые земли будут пустовать, Испанская корона раздавала права собственности всем заинтересованным в колонизации: создании крупных ферм и владении шахтами. В XVI веке навигация и другие мореходные науки достигли пика развития в Испании, в частности, благодаря деятельности Каса-де-Контратасьон, это дало Испании большое преимущество для экспансии в Южной и Центральной Америке.

### Колониальный период

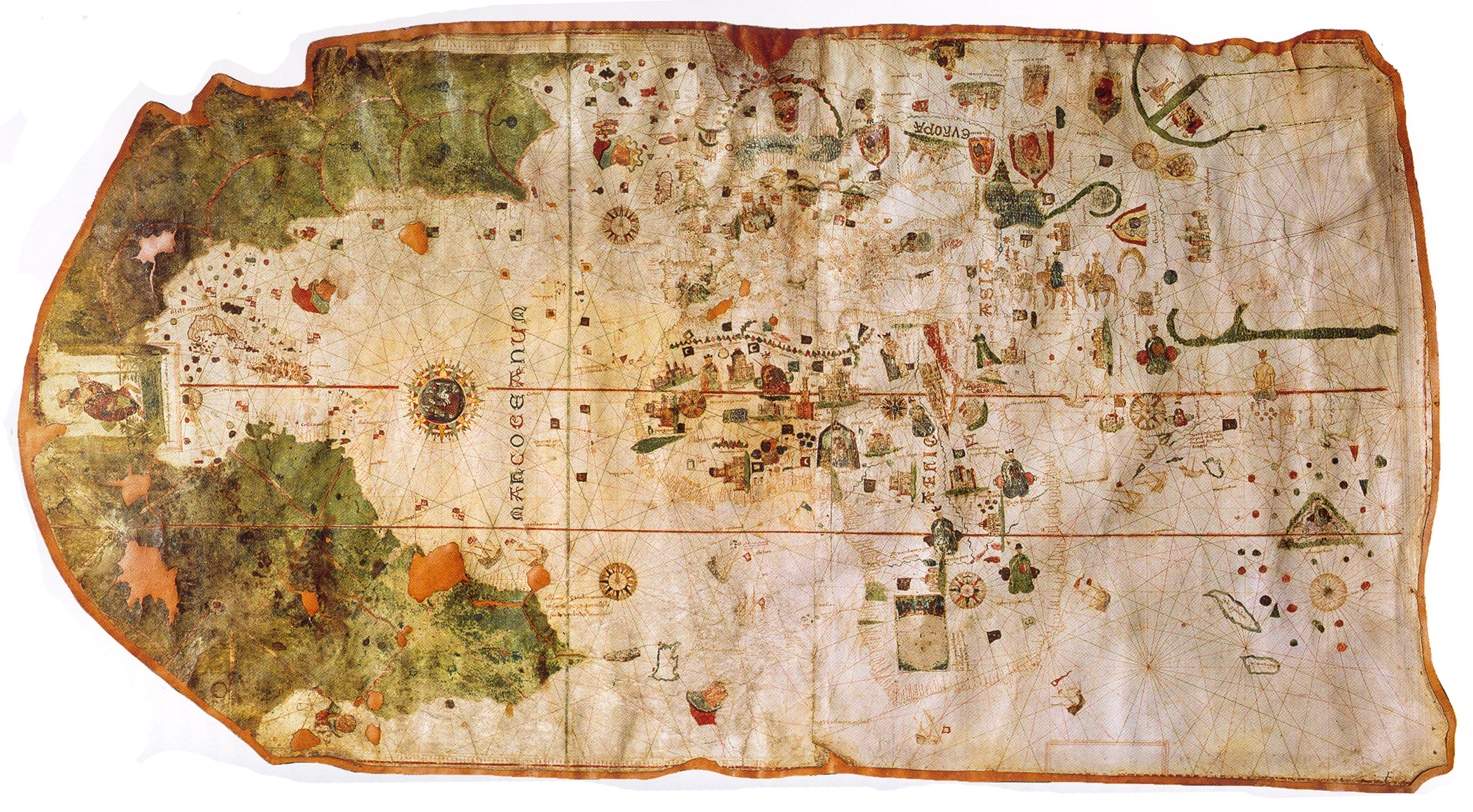
Карта Хуана де ла Коса. Старейшая карта Нового света (1500)

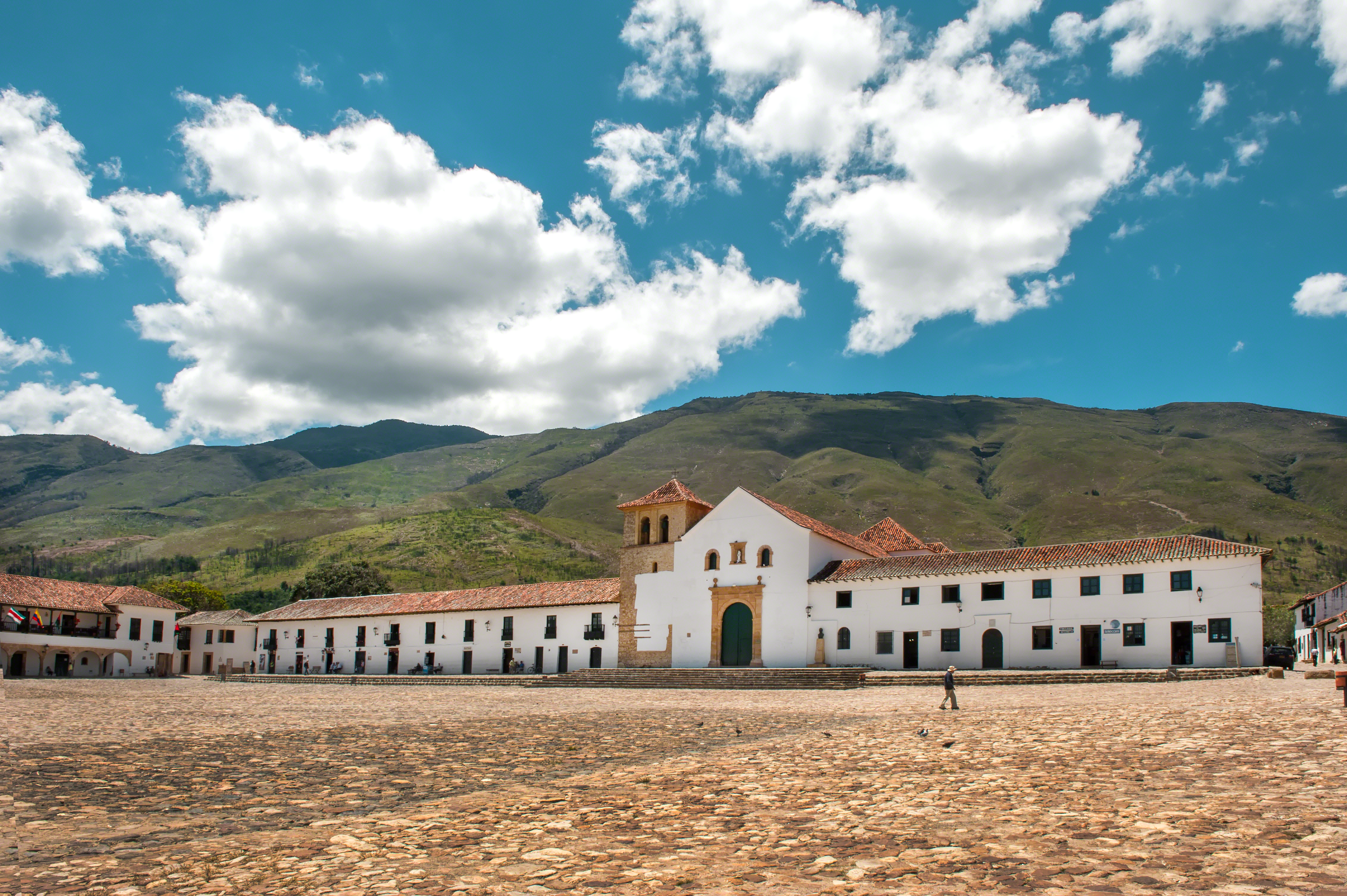
Вилья-де-Лейва

В 1549 году Новая Гранада получила статус аудиенции. В 1542 году территории Новой Гранады вместе с другими испанскими владениями в Южной Америке вошли в состав вице-королевства Перу со столицей в Лиме. В 1547 году Новая Гранада стала генерал-капитанством на правах наместничества. В 1549 году Новая Гранада получила статус королевской аудиенции, расположенной в Санта-Фе-Де-Багота, и на территории, которая в то время включала в себя провинции Санта Марта, Рио де Сан Хуан, Попаян, Гуаяна и Картахена. Однако важные решения всё ещё принимались в Совете Индий в Испании.
В XVI веке европейцы стали привозить рабов из Африки. Но Испания не смогла организовать фактории в Африке для вывоза рабов. Поэтому Испанская империя использовала систему асьенто, выдавая купцам из других стран (в основном из Португалии, Франции, Англии и Голландии) лицензию на торговлю рабами в колониях. Также были люди, защищавшие права человека и свободы угнетённых народов. В частности, коренные народы не могли быть обращены в рабство, поскольку были юридическими субъектами Испанской короны и для их защиты были созданы несколько форм собственности на землю, например ресгуардо (в российской литературе их иногда называют резервациями). Значительная часть индейского населения высокогорья была поселена в ресгуардо — на землях, полученных индейцами от колониальных властей. Ресгуардо считался коллективной собственностью индейской общины (которая тоже называлась ресгуардо), и в пределах ресгуардо индеец имел участок земли, которым он распоряжался на правах пользователя. Во главе общины ресгуардо стояли вождь и назначенные им должностные лица.
В 1717 году было создано вице-королевство Новая Гранада, которое, однако, затем временно перестало существовать и было восстановлено лишь в 1739 году. Столицей была Богота. В состав вице-королевства включили некоторые северо-западные провинции, которые до этого входили в вице-королевство Новая Испания или Перу, в основном это были территории современных Венесуэлы, Эквадора и Панамы. Богота стала одним из главных испанских административных центров в Новом Свете, наряду с Лимой и Мехико, хотя и отставала от этих городов по некоторым[каким?] экономическим показателям.
После того как Англия объявила войну Испании в 1739 году, Картахена стала главной целью британских военных сил, но планы разрушились после победы Испании в войне за ухо Дженкинса. В противостоянии с Англией за господство в Карибском бассейне, по итогам войны испанцы контролировали этот участок до семилетней войны.
Хосе Селестино Мутис, священник, ботаник и математик, был отправлен наместником Антонио Кабальеро и Гонгора в Новую Гранаду, чтобы исследовать природу. В 1783 году началась Королевская Ботаническая Экспедиция в Новую Гранаду, в ходе которой были классифицированы растения и животные, а в 1803 году — основана первая обсерватория в Боготе.

### Борьба за независимость

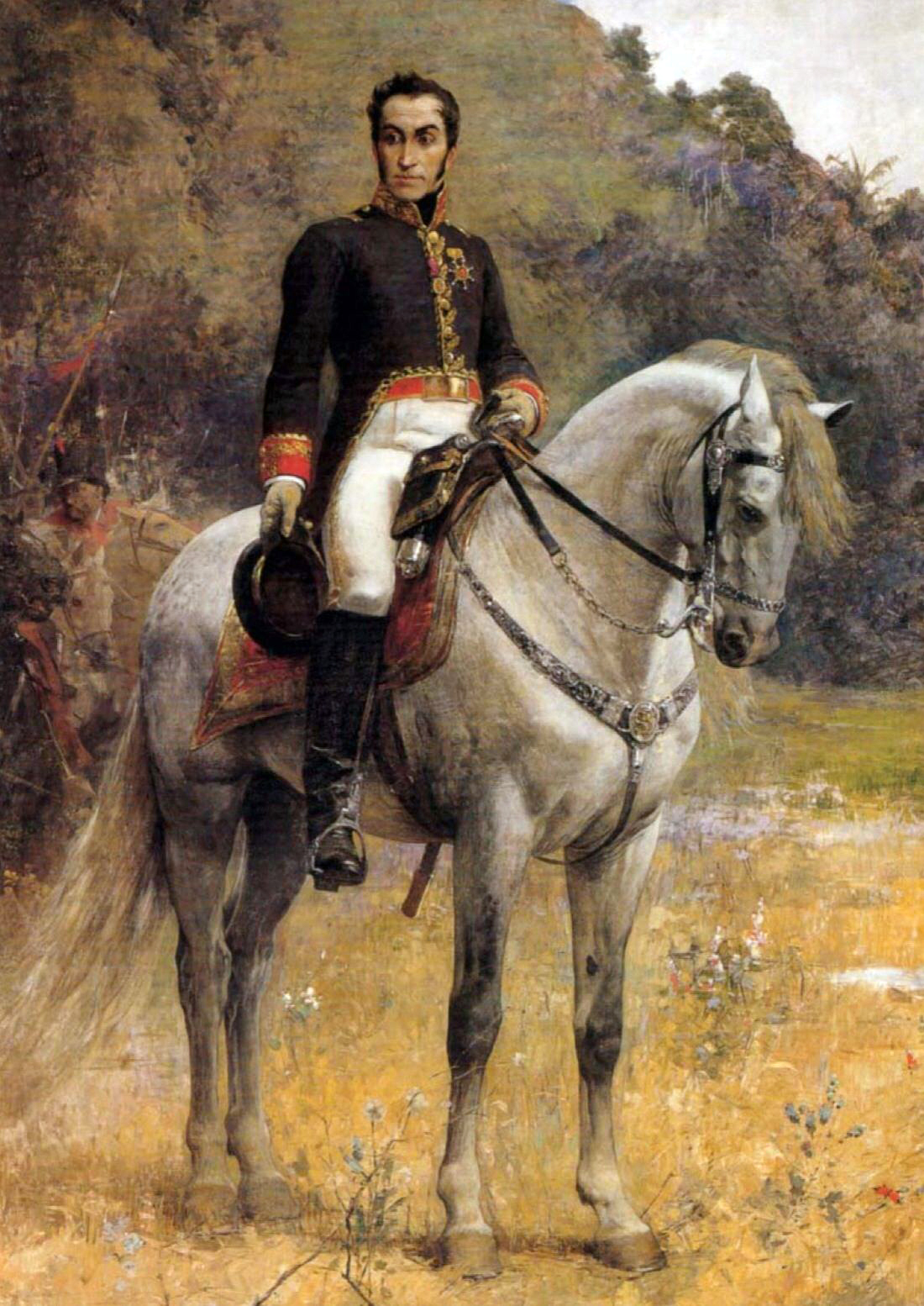
Симон Боливар, борец за независимость испанских колоний в Латинской Америке

С начала периода колонизации было поднято несколько повстанческих движений против испанских завоевателей, но большинство из них были или подавлены, или настолько ослаблены, что не могли изменить ситуацию в стране. Последнее движение за независимость возникло примерно в 1810 году, после провозглашения независимости Сан-Доминго в 1804 году, которое оказало поддержку лидеру восстания — Симону Боливару, а также Франсиско де Паула Сантандеру, который тоже сыграл решающую роль в борьбе за независимость.
Движение было инициировано Антонио Нариньо, который протестовал против испанской централизации и возглавил повстанцев против наместничества. Картахена стала независимой в ноябре 1811 года. В 1811 году были провозглашены Соединённые Штаты Новой Гранады, возглавляемые Камило Торресом Тенорио. Противостояние двух различных идеологических течений среди патриотов, федерализма и центризма, привели к нестабильному положению дел в стране. Вскоре после окончания Наполеоновских войн Фердинанд VII решил отправить военные силы для перевооружения северной части Южной Америки. Статус вице-королевства был восстановлен под командованием Хуана Самано, чей режим наказал тех, кто участвовал в патриотических восстаниях. Эти репрессии вызвали новые волны восстания во главе с венесуэльцем Симоном Боливаром, которое вместе с ослаблением внутри Испании, сыграло решающую роль в провозглашении окончательной независимости в 1819 году. Происпанское сопротивление было подавлено в 1822 году в Колумбии и в 1823 году в Венесуэле.

### Первый век независимости
Территория бывшей Новой Гранады стала республикой Колумбия (1819—1831), в состав которой вошли территории нынешних Колумбии, Панамы, Эквадора, Венесуэлы, части Гайаны и Бразилии, и север реки Мараньон. Конгресс в Кукуте в 1821 году принял конституцию для только что образованной республики. Симон Боливар стал первым президентом Колумбии, а Сантандер — первым вице-президентом. Однако положение новой республики было нестабильно в связи с внутреннеполитическими и территориальными разногласиями и в 1830 году три страны вышли из её состава — Новая Гранада, Эквадор и Венесуэла. В 1860 году началась двухлетняя гражданская война, которая привела к созданию Соединённых штатов Колумбии в 1863 году, которые просуществовали до 1886 года, когда государство Республика Колумбия окончательно сложилось. В стране продолжались внутренние разногласия между партиями, которые часто приводили к кровавым гражданским войнам, самой значимой из которых является тысячедневная война (1899—1902), в ходе которой Панама отделилась от Колумбии.
Колумбия была первым конституционным правительством в Южной Америке, а либеральная и консервативная партии, созданные в 1848 и 1849 годах соответственно, являются старейшими сохранившимися партиями на американском континенте. В 1851 году в стране было отменено рабство.

### Современность

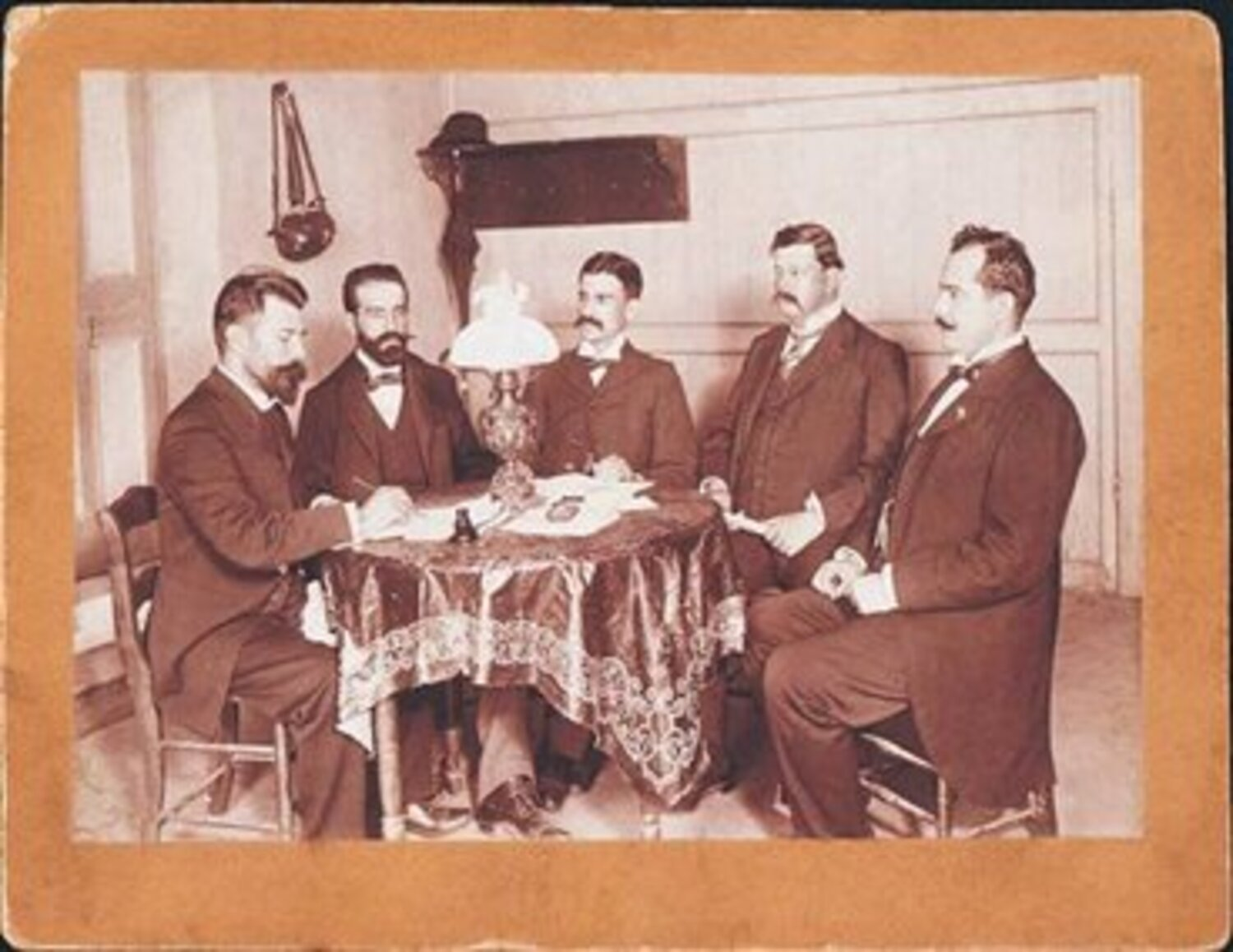
Подписание мирного договора на линкоре «Висконсин». 1902

В XX век Колумбия вступила в состоянии гражданской войны, в результате которой, а также банкротства страны и экономических интересов США Панама вышла из состава республики в 1903 году. После окончания войны президентом был избран Рафаэль Рейес (1904—1909), который распустил Конгресс, заменив его Учредительной ассамблеей, которой были предоставлены диктаторские полномочия. Во время правления Рейеса в стране был наведён порядок, экономика стабилизировалась, началась индустриализация и модернизация государства.
В 1921 году, через семь лет после окончания строительства канала, США выплатили Колумбии 25 млн долларов компенсации и признали заинтересованность Теодора Рузвельта в отделении Панамы, в ответ Колумбия признала Панаму независимой.
В 1930 году кончается господство консервативной партии; впервые за 45 лет с 1886 года победили либералы. С приходом к власти Энрике Олайя Эррера (1930—1934) начинается период, называемый историками либеральной республикой, потому что либералы непрерывно правили страной с 1930 года по 1946 год.
Вскоре этот период стабильности был прерван кровавым конфликтом, который длился с конца 1940-х годов и продолжался до 1958 года, и был назван Ла Виоленсия. Причиной стали разногласия ведущих политических партий, а толчком к вооружённым действиям стало убийство кандидата в президенты от либеральной партии Хорхе Эльесера Гайтана 9 апреля 1948 года. После убийства последовали массовые беспорядки, известные как Боготасо, которые распространились по всей стране и унесли жизни около 300 тыс. колумбийцев.
В 1950 году, после избрания Лауреано Гомеса президентом, Колумбия вступила в Корейскую войну и стала единственной латиноамериканской страной, которая участвовала в ней как союзник США. Особенно заметным было сопротивление колумбийских войск в битве при Олд Балди.
С 1964 года по 2016 год в Колумбии шла гражданская война между правительством и коммунистическими повстанцами (при поддержке СССР). Основными силами выступившими против правых стали Революционные вооружённые силы Колумбии — Армия народа (ФАРК) и Армия национального освобождения (АНО). В войне также участвовали ультраправые вооружённые формирования («парамилитарес»). Крупнейшим из них были Объединённые силы самообороны Колумбии (AUC), созданные при поддержке на государственном уровне и богатых животноводческих фермеров («ганадэрос») в апреле 1997 года, для борьбы против марксистских партизан. Иногда они вели бои вместе с официальными вооружёнными силами Колумбии. В начале 2006 года ганадэрос были признаны террористической организацией и прекратили своё существование.
В 2016 году между ФАРК и правительством было подписано соглашение о прекращении огня. 1 сентября 2017 года около 1200 делегатов съезда ФАРК в Боготе проголосовали за преобразование движения в политическую партию. В конце августа 2019 года один из лидеров ФАРК Иван Маркес в окружении нескольких десятков человек в камуфляже записал видеоролик, в котором заявил о возобновлении вооружённой борьбы против властей. Большинство соратников не поддержало Маркеса, однако непримиримые члены организации заявили о готовности объединиться с Армией национального освобождения.
В 2022 году президентом избран кандидат от левоцентристской коалиции «Исторический пакт» Густаво Франсиско Петро Уррего с результатом 50,44 %.

## Политическая структура
Республика. Глава государства и правительства — президент, избирается населением на четырёхлетний срок без возможности переизбрания на второй срок.
19 июня 2022 года состоялся второй тур очередных президентских выборов, в котором одержал победу кандидат от левоцентристской коалиции «Исторический пакт» и сенатор Густаво Франсиско Петро Уррего, набрав 50,42 % голосов избирателей, опередив своего главного соперника, беспартийного Родольфо Эрнандеса Суареса, который набрал 47,35 % голосов. 7 августа 2022 года Густаво Франсиско Петро Уррего вступил в должность президента Колумбии.
Правительство создано коалицией четырёх основных партий (Историческим пактом «Колумбия может», Партией зелёных, Либеральной партией, Коммунистической партией, Социальной партией национального единства, Консервативной партией и партией «Радикальная перемена») и семи более мелких партий, поддержавших избрание Густаво Петро.
Двухпалатный парламент (Конгресс) — Сенат (102 места), избирается населением на четырёхлетний срок, и Палата представителей (166 мест), также избирается населением на четырёхлетний срок.

### Политические партии
Основные партии (по итогам выборов в марте 2010):
- Социальная партия национального единства — центристская, 27 сенаторов, 48 депутатов.
- Консервативная партия — правоцентристская, 23 сенатора, 38 депутатов.
- Либеральная партия — левоцентристская, 18 сенаторов, 39 депутатов.
- Партия национальной интеграции — центристская, 8 сенаторов, 12 депутатов.
- Радикальная перемена — центристская, 8 сенаторов, 14 депутатов.
- Альтернативный демократический полюс — левая, 8 сенаторов, 4 депутата.
- Партия зелёных — левоцентристская, 5 сенаторов, 3 депутата.
- Независимое движение абсолютного обновления — 1 сенатор, 2 депутата.

Кроме того, в Палате представителей представлены ещё 4 партии (по 1—2 депутата).

## География

рельеф Колумбии

Колумбия — одно из трёх государств Южной Америки, имеющих выход как к Тихому, так и к Атлантическому океану (другие государства — Панама и Чили).
Колумбия омывается на западе Тихим океаном, на северо-западе Карибским морем. На западе страны с севера на юг протянулись Анды, расчленённые реками Магдалена, Каука и другими более мелкими. На востоке расположено плоскогорье, пересекаемое притоками Амазонки. Вдоль побережий раскинулись низменности.

### Природные регионы

На севере Колумбии лежит Прикарибская низменность с субэкваториальным засушливым климатом. Здесь расположены главные порты страны и основные курорты, привлекающие иностранных туристов. Здесь же находится обособленный горный массив Сьерра-Невада-де-Санта-Марта с заснеженной вершиной Кристобаль-Колон (5775 м), которая является высочайшей горой Колумбии.
Западное побережье занято узкой Тихоокеанской низменностью с обильными осадками в течение всего года и большими приливами, что делает пляжи этого региона менее популярными у туристов. Лагуны вдоль тихоокеанского побережья заняты мощными мангровыми зарослями.
На юге страны Анды разветвляются на три параллельных хребта, называемые Западной, Центральной и Восточной Кордильерами, которые протягиваются на север более, чем на три тысячи километров. В межгорных долинах находятся основные сельскохозяйственные угодья страны и проживает большая часть населения Колумбии. Но множество потухших и действующих вулканов, а также высокая сейсмичность территории наносят ущерб населению и хозяйству.
Колумбийская часть региона льянос, расположенная в южной части Оринокской низменности, наиболее благоприятна для жизни, но исторически наименее заселённый край Колумбии. Субэкваториальный жаркий климат с влажным летом и сухой зимой определяет распространение в регионе влажных злаковых и пальмовых саванн, галерейных лесов вдоль рек и тростниковых болот.
Юго-восток страны занят амазонской сельвой, расположенной в области постоянно-влажного экваториального климата. Пышная непроходимая растительность (пять ярусов деревьев до 70 м высотой) и богатый животный мир отличаются большим разнообразием. Но из-за тяжёлых природных условий в этом регионе проживает лишь 1 % населения страны.

### Климат
На территории Колумбии господствуют экваториальный и субэкваториальный типы климата. Среднемесячные температуры на низменностях около +35 °C, в горах на высотах 2000—3000 м — от +13 до +16 °C. Осадков выпадает от 150 мм в год на северо-востоке до 10 000 мм.

### Флора
Приблизительно 10 % эндемичных видов растений в мире произрастает в Колумбии.
На карибском побережье преобладают мангровые леса, на северных низинах и Тихоокеанской низменности — влажная вечнозелёная растительность, на северо-востоке и севере — саванны (называемые «льянос»). В Андах растительность меняется в зависимости от высоты (высотная поясность): покрытые лесами нижние склоны постепенно переходят в редколесье, кустарниковой зоной, разнотравьем и высокогорными лугами. Орхидея Cattleya trianae (Каттлея Трианы) считается национальным цветком, а пальма Ceroxylon quindiuense (Киндиойская восковая пальма) — национальным деревом Колумбии.

### Фауна
Фауна страны также богата и разнообразна — бабочки, пираньи, обезьяны, медведи, ягуары, кондоры, змеи и колибри.

## Административное деление

Административное деление Колумбии

Административное деление Колумбии было установлено Конституцией 1991 года, поправками к ней и законом 136 от 2 июня 1994 года. Выделяются три уровня административно-территориального деления. На первом уровне административного деления находятся департаменты и столичный округ Богота, на втором — муниципалитеты.
В части департаментов существует промежуточный уровень административного деления, который в разных департаментах имеет различные названия — провинции, субрегионы.
Департаменты
| №     | Департамент              | Административный центр | Площадь, км² | Население, чел. (2005) | Плотность, чел./км² |
| ----- | ------------------------ | ---------------------- | ------------ | ---------------------- | ------------------- |
| 1.    | Амасонас                 | Летисия                | 109 665      | 56 036                 | 0,51                |
| 2.    | Антьокия                 | Медельин               | 63 612       | 5 671 689              | 89,16               |
| 3.    | Араука                   | Араука                 | 23 818       | 208 605                | 8,76                |
| 4.    | Атлантико                | Барранкилья            | 3 388        | 2 112 128              | 623,41              |
| 5.    | Боливар                  | Картахена              | 25 978       | 1 860 445              | 71,62               |
| 6.    | Бояка                    | Тунха                  | 23 189       | 1 211 186              | 52,23               |
| 7.    | Кальдас                  | Манисалес              | 7888         | 908 841                | 115,22              |
| 8.    | Какета                   | Флоренсия              | 88 965       | 404 896                | 4,55                |
| 9.    | Касанаре                 | Йопаль                 | 44 640       | 282 452                | 6,33                |
| 10.   | Каука                    | Попаян                 | 29 308       | 1 244 886              | 42,48               |
| 11.   | Сесар                    | Вальедупар             | 22 905       | 879 914                | 38,42               |
| 12.   | Чоко                     | Кибдо                  | 46 530       | 441 395                | 9,49                |
| 13.   | Кордова                  | Монтерия               | 25 020       | 1 472 699              | 58,86               |
| 14.   | Кундинамарка             | Богота                 | 22 653       | 2 228 478              | 98,37               |
| 15.   | Гуайния                  | Инирида                | 72 238       | 43 314                 | 0,60                |
| 16.   | Гуавьяре                 | Сан-Хосе-дель-Гуавьяре | 53 460       | 133 326                | 2,49                |
| 17.   | Уила                     | Нейва                  | 19 890       | 1 006 797              | 50,62               |
| 18.   | Гуахира                  | Риоача                 | 20 848       | 623 250                | 29,89               |
| 19.   | Магдалена                | Санта-Марта            | 23 188       | 1 136 901              | 49,03               |
| 20.   | Мета                     | Вильявисенсио          | 85 635       | 789 276                | 9,22                |
| 21.   | Нариньо                  | Пасто                  | 33 268       | 1 521 777              | 45,74               |
| 22.   | Путумайо                 | Мокоа                  | 24 885       | 299 286                | 12,03               |
| 23.   | Киндио                   | Армения                | 1845         | 518 691                | 281,13              |
| 24.   | Рисаральда               | Перейра                | 4140         | 863 663                | 208,61              |
| 25.   | Сан-Андрес и Провиденсия | Сан-Андрес             | 52           | 59 573                 | 1145,63             |
| 26.   | Сантандер                | Букараманга            | 30 537       | 1 916 336              | 62,75               |
| 27.   | Северный Сантандер       | Кукута                 | 21 658       | 1 228 028              | 56,70               |
| 28.   | Сукре                    | Синселехо              | 10 917       | 765 285                | 70,10               |
| 29.   | Толима                   | Ибаге                  | 23 562       | 1 335 177              | 56,67               |
| 30.   | Валье-дель-Каука         | Кали                   | 22 140       | 4 060 196              | 183,39              |
| 31.   | Ваупес                   | Миту                   | 54 135       | 27 124                 | 0,50                |
| 32.   | Вичада                   | Пуэрто-Карреньо        | 100 242      | 55 158                 | 0,55                |
| —     | Санта-Фе-де-Богота       | Богота                 | 1776         | 7 363 762              | 4146,26             |
| Всего | Всего                    | Всего                  | 1 141 975    | 42 730 570             | 37,42               |

## Экономика
С 1 января 2020 года минимальный размер оплаты труда в Колумбии составляет 877 802 песо (267,76 $), плюс обязательная транспортная субсидия в размере 102 854 песо (31,71 $). То есть всего около 980 656 песо (299,14 $) в месяц.
Преимущества: почти автономна в энергообеспечении за счёт запасов нефти и угля, а также гидроэлектростанций. Здоровая диверсифицированная экономика ориентирована на экспорт, в первую очередь кофе и угля.
Слабые стороны: наркоторговля, коррупция и политическая нестабильность отпугивают инвесторов. Промышленность неконкурентоспособна. Высокая безработица (в 2008 году 11,3 %). Колебания мировых рыночных цен на кофе. Внешнеполитические проблемы из-за экспорта кокаина.
ВВП на душу населения в 2009 году — 5,1 тыс. долл. (110-е место в мире). Ниже уровня бедности — 47 % населения (в 2008 году). Безработица — 12 % (в 2009 году).
Согласно данным Всемирного банка, ВВП Колумбии на душу населения в 2012 году составил 7,751 тыс. долл. (75-е место в мире). При этом общий размер ВВП составил 502,8 млрд долл. США, что позволило Колумбии занять 25-е место в мире.

### Внешняя торговля
Экспорт (44,24 млрд долл. (в 2017 году)): нефтепродукты, кофе, уголь, никель, изумруды, одежда, бананы, продукты цветоводства.
Основные покупатели — США (28,5 %), Панама (8,6 %), Китай (5,1 %).
Импорт (47,13 млрд долл. (в 2017 году)): промышленное оборудование, транспортные средства, потребительские товары, химикаты, топливо.
Основные поставщики — США (26,3 %), Китай (19,3 %), Мексика (7,5 %), Бразилия (5 %), Германия (4,1 %).

### Сельское хозяйство
18 % работающих занято в сельском хозяйстве. 5 % земель используется под посевы, 38 % — под выпас скота. Самые плодородные почвы находятся на плато и в некоторых равнинных регионах. Колумбия — второй в мире производитель кофе. Для горных районов товарными культурами являются хлопок и табак. В низинах расположены плантации экспортных культур — бананов, сахарного тростника, а также декоративных цветковых растений. Для внутреннего рынка выращивают рис, кукурузу, картофель и сорго. В животноводстве преобладает разведение крупного рогатого скота, свиноводство и овцеводство.
В южных департаментах широко распространено выращивание коки, контролируемое колумбийскими наркокартелями.

### Горнодобывающая отрасль
Колумбия располагает крупными запасами полезных ископаемых, сосредоточенных преимущественно в горных районах Анд. В стране добывают золото, серебро, платину, изумруды (90 % мировой добычи), каменный уголь (33+ млн тонн/год), нефть (19 млн тонн/год), природный газ. Разработаны месторождения меди, ртути, свинца и марганца. Известны, но не разработаны (по крайней мере официально) залежи урана.

### Промышленность

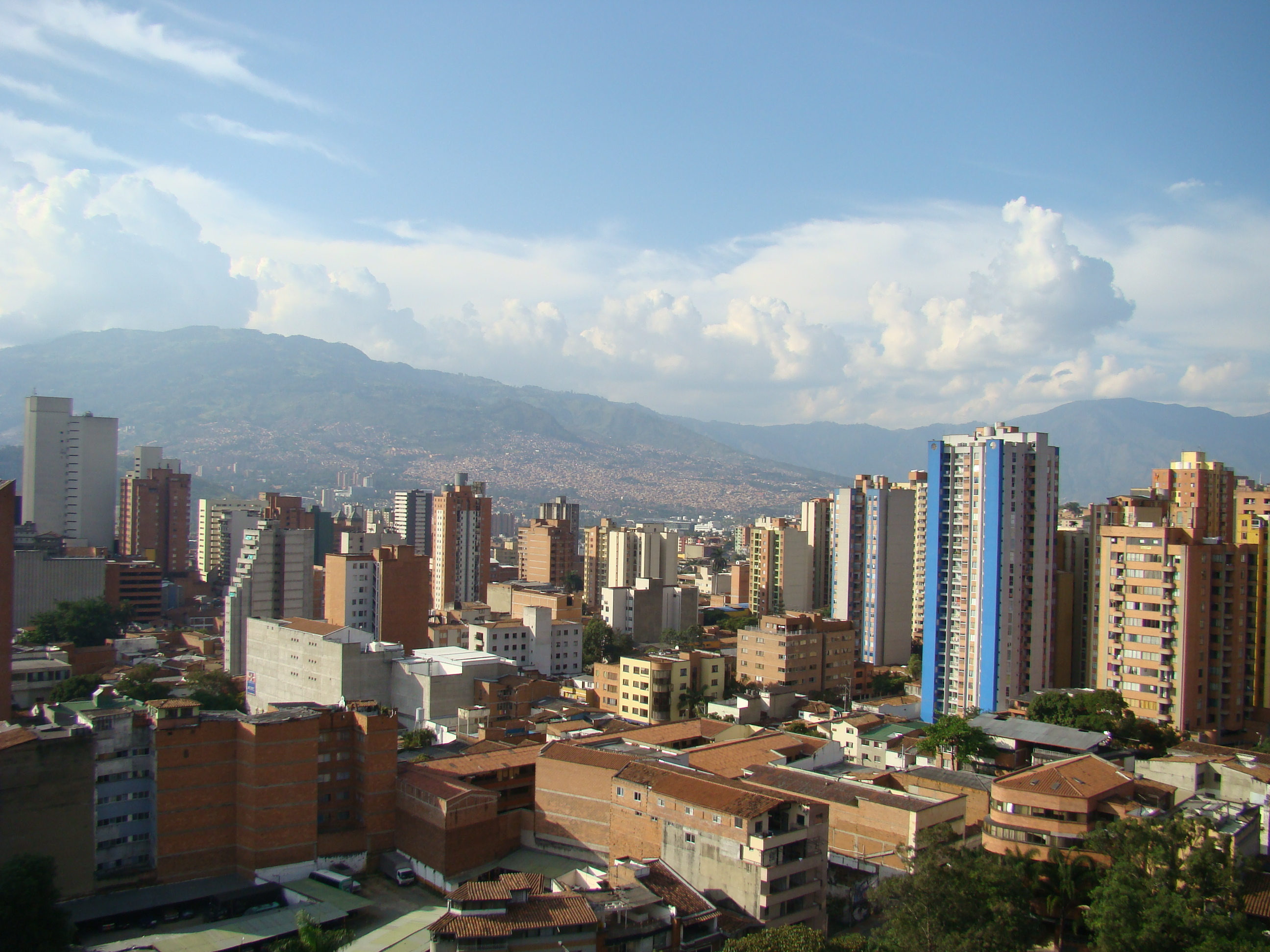
Медельин

Последние 20 лет стремительными темпами развиваются машиностроительная, перерабатывающая, обувная, химическая и текстильная отрасли. Главные промышленные центры — Богота, Медельин и Кали. Предприятия пищевой промышленности в основном занимаются переработкой сахарного тростника, риса, овощей и фруктов.

### Энергетика
Суммарные запасы энергоносителей страны оцениваются в размере — 7,254 млрд тут (в угольном эквиваленте). В соответствии с данными UNSD и EES EAEC на конец 2019 года энергетика Колумбии характеризуется следующими основными показателями. Производство органического топлива — 209673 тыс. тут. Общая поставка — 89957 тыс. тут. На преобразование на электростанциях и отопительных установках израсходовано 8071 тыс. тут или 9,0 % от общей поставки. Установленная мощность — нетто электростанций — 19009 МВт, в том числе: тепловые электростанции, сжигающие органическое топливо (ТЭС) — 36,2 %, возобновляемые источники энергии (ВИЭ) — 63,8 %. Производство электроэнергии-брутто — 80590 млн. кВт∙ч, в том числе: ТЭС — 32,0 %, ВИЭ — 68,0 %. Конечное потребление электроэнергии — 67171 млн. кВт∙ч, из которого: промышленность — 33,2 %, транспорт — 0,2 %, бытовые потребители — 36,9 %, коммерческий сектор и предприятия общего пользования — 24,3 %, сельское, лесное хозяйство и рыболовство — 1,2 %, другие потребители — 4,1 %. Показатели энергетической эффективности: в 2019 году душевое потребление валового внутреннего продукта по паритету покупательной способности (в номинальных ценах) — 15633 долларов, душевое (валовое) потребление электроэнергии — 1360 кВт∙ч, душевое потребление электроэнергии населением — 502 кВт∙ч. Число часов использования установленной мощности-нетто электростанций — 4229 часов.

### Транспорт
Огромные расстояния, болота, леса, горы и незначительная численность населения препятствуют развитию сухопутного транспорта, способствуя всё большему использованию воздушных перевозок.
В общей сложности насчитывается 4160 км железных дорог и более 100 000 км автодорог, включая пересекающее Колумбию шоссе международного значения, соединяющее Венесуэлу с Эквадором.
Первая международная коммерческая авиалиния была введена в действие в 1919 году. Сейчас на территории страны насчитывается около 670 аэродромов. Основные аэропорты находятся в Барранкилье, Медельине, Кали и Боготе.
Картахена де Индиас, Буэнавентура и Барранкилья — крупнейшие порты. Речная навигационная сеть имеет протяжённость более 14 000 км.

## Население

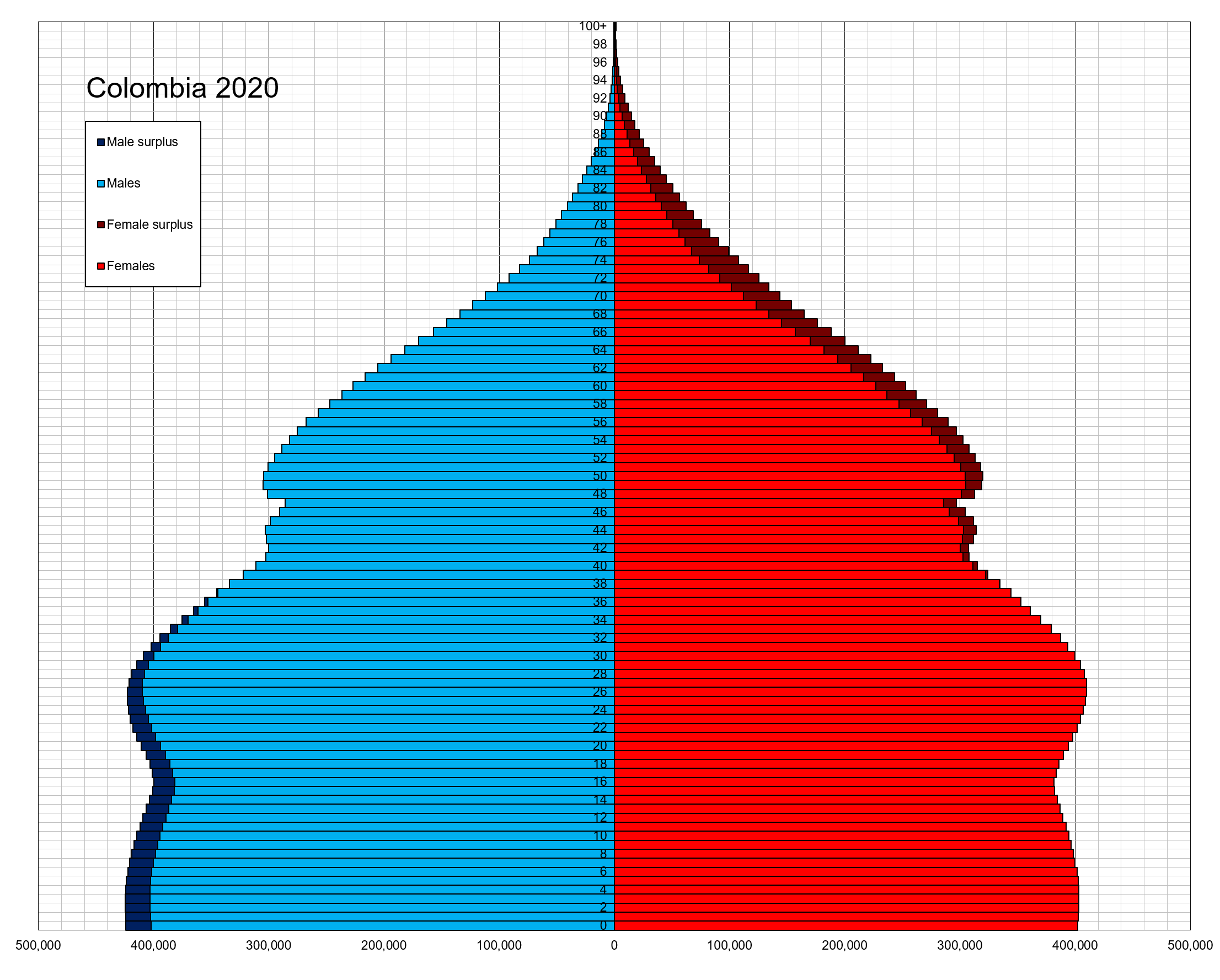
Возрастно-половая пирамида населения Колумбии на 2020 год

Численность населения — 50 459 942 человека.
Ежегодный прирост населения — 1,2 %.
Средняя продолжительность жизни — 71 год у мужчин и 77,8 лет у женщин.
Городское население — 74 % (в 2008 г.).
Грамотность — 90,4 % (по переписи 2005 года).
Расовый состав:
- метисы (48 %);
- белые (39 %);
- чёрные (10,6 %);
- индейцы (2,4 %).

### Положение индейского населения
Закон от 11 октября 1821 года провозгласил индейца свободным гражданином, равным белому, и предписывал (ст. 3) разделение земель ресгуардо (резерваций) между общинниками «в их полное владение и собственность, когда это позволят условия и не позже пяти лет». В XIX веке некоторые индейцы смогли достичь довольно высоких военных чинов и административных постов. Закон 1890 года предусматривал, что аборигены эсгуардо будут управляться не общими законами Республики, а специальными распоряжениями и будут «приводиться
к цивилизованной жизни» посредством миссий. К 1960 году в стране остался 81 ресгуардо с общей площадью 400 тыс. га (почти все на юго-западе). В XX веке борьба аборигенов за права привела к признанию государством ресгуардо и к созданию на окраинных землях между 1965 и 1986 годами 158 резерваций (reserva) общей площадью 12 400 тыс. га для 128 тыс. человек. Конституция 1991 года признала за аборигенными языками местный статус, двуязычное образование в этнических общинах, зарезервировала два места в парламенте за индейцами. Конституция также признала за аборигенными территориями право на самоуправление и на распоряжение природными ресурсами. В итоге в 2005 году Отдел аборигенных проблем Министерства внутренних дел зарегистрировал 567 ресгуардо (этим старым словом называются и недавно образованные резервации) с площадью более 36 500 тыс. га, на которых проживало чуть более 800 тыс. человек в составе 76 503 семей. На основании Декрета 1396 от 1996 г. была создана Национальная комиссия по правам человека для аборигенных народов.

### Религия

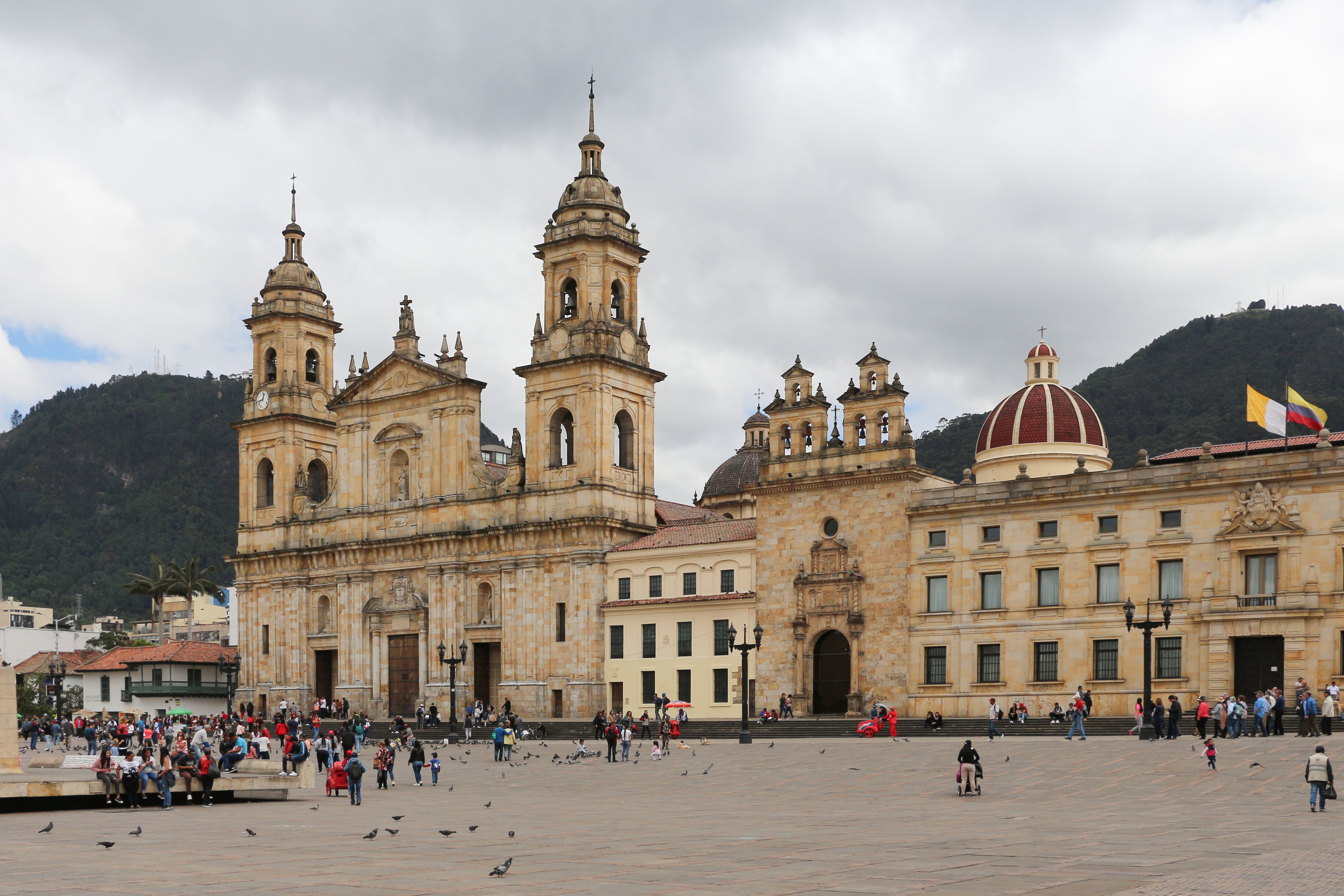
Кафедральный собор Боготы

Подавляющее большинство жителей Колумбии — христиане (95,7 %). Христианство (в форме католицизма) проникло на территорию современной Колумбии вместе с испанскими колонизаторами и довольно быстро распространилось среди местного населения. В XIX веке в Колумбии появились протестанты, в XX веке — православные. С середины XX века наблюдается массовый отток верующих из католической церкви и переход в различные протестантские общины; к началу XXI века удельный вес католиков в общем населении страны снизился до 79 %. Численность протестантов оценивается от 10 % до 17 %; в первую очередь это — пятидесятники (2,9 млн). Православных (г. о. мигрантов с Ближнего Востока) — 12 тыс. человек.
В Колумбии сохранились и традиционные индейские религии, сторонниками которых являются 305 тыс. человек. Ещё 490 тыс. колумбийцев придерживаются различных спиритистских культов, являющихся смесью индейских религий, африканских религиозных практик и католицизма.
Арабские иммигранты исповедуют ислам (14 тыс.). Среди китайской общины имеются приверженцы китайской народной религии (2,4 тыс.); часть китайцев и японцев исповедуют буддизм (2 тыс.). Индуизм в Колумбии (9 тыс.) представлен преимущественно неоиндуистскими движениями. В Колумбии также проживают 70 тыс. сторонников веры бахаи, 4,6 тыс. иудеев и адепты новых религиозных движений.
Примерно 1,1 млн жителей Колумбии (2,4 % населения) нерелигиозны.

## Культура

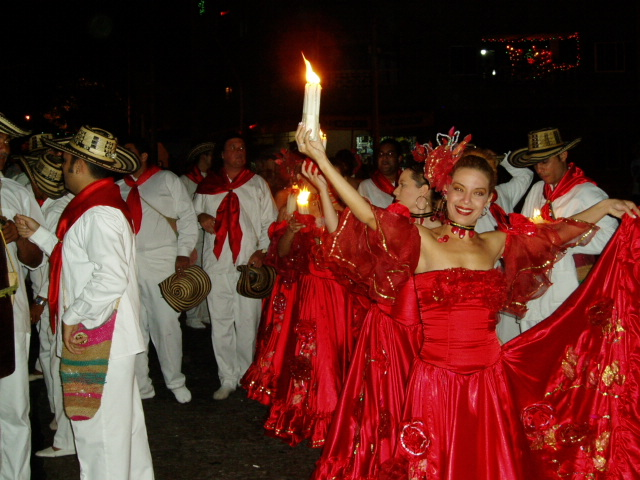
Барранкилья

На территории Колумбии произошло слияние двух культур: европейской, принесённой испанскими конкистадорами в XV веке, и местной, сложившейся при смешении индейских цивилизаций и народов, оставивших богатейшую память о своём тысячелетнем прошлом. Население страны представляет собой смесь потомков европейцев, индейцев и чернокожих рабов, привезённых из Африки. Несмотря на то, что в стране единый язык — испанский, а единая религия — католическая, Колумбия отличается большим этническим и культурным разнообразием. К древней доколумбовой цивилизации к уникальному мастерству индейцев в изготовлении, пожалуй, самых совершенных на всём американском континенте изделий из золота и других материалов, добавилась культура и искусство Испании, музыка, пластика и традиции негров и мулатов, воображение метисов.
Именно здесь зародился мистический реализм, величайшим представителем которого является Габриель Гарсиа Маркес. Именно этот колорит присутствует в работах художников Колумбии, таких как Фернандо Ботеро, Алехандро Обрегон, Гильермо Видеман. Именно сюда уходят корнями тропические танцы и музыка — сальса, кумбия, порро, вальенато. Именно на этой исторической основе зародилось дерзкое новаторство колумбийской культуры.

### Язык
Испанский язык является официальным языком Колумбии, на котором говорят почти все жители страны (99,2 %) за исключением некоторых индейских племён. Всего на территории Колумбии насчитывается 65 сохранившихся индейских языков, но их число с каждым годом сокращается. Так говорят на двух креольских языках, цыганском и колумбийском языке жестов, английский является официальным в департаменте Сан-Андрес и Провиденсия.
Школьное образование в Колумбии включает в себя английский язык, но лишь немногие колумбийцы в настоящее время способны на нём говорить.
Существует множество диалектов испанского языка, которые отличаются семантически, морфологически, синтаксически и интонационно. Общие характеристики испанского языка Латинской Америки остаются неизменными для всех регионов страны. На Севере Колумбии выделяется группа схожих диалектов, на которых говорит народ карибов (так называемые «костеньос»). На юге, в Андах, распространён диалект, который схож с диалектом эквадорских гор и Перу (так называемый «андский испанский»).
Испанский, на котором говорит колумбийское Альтиплано Кундибойясенсе (исп. Altiplano Cundiboyacense), известен своим нейтральным акцентом и понятным произношением. Именно поэтому он признан одним из самых традиционных среди всех диалектов испанского языка, на котором говорят по обе стороны Атлантики.
Языки и диалекты этнических групп индейцев также являются официальными на их территории. На народных языках говорят около 850 тыс. колумбийцев, наиболее распространены группы языков чибча, тукано, бора-витото, гуахибо и другие.

### Музыка Колумбии

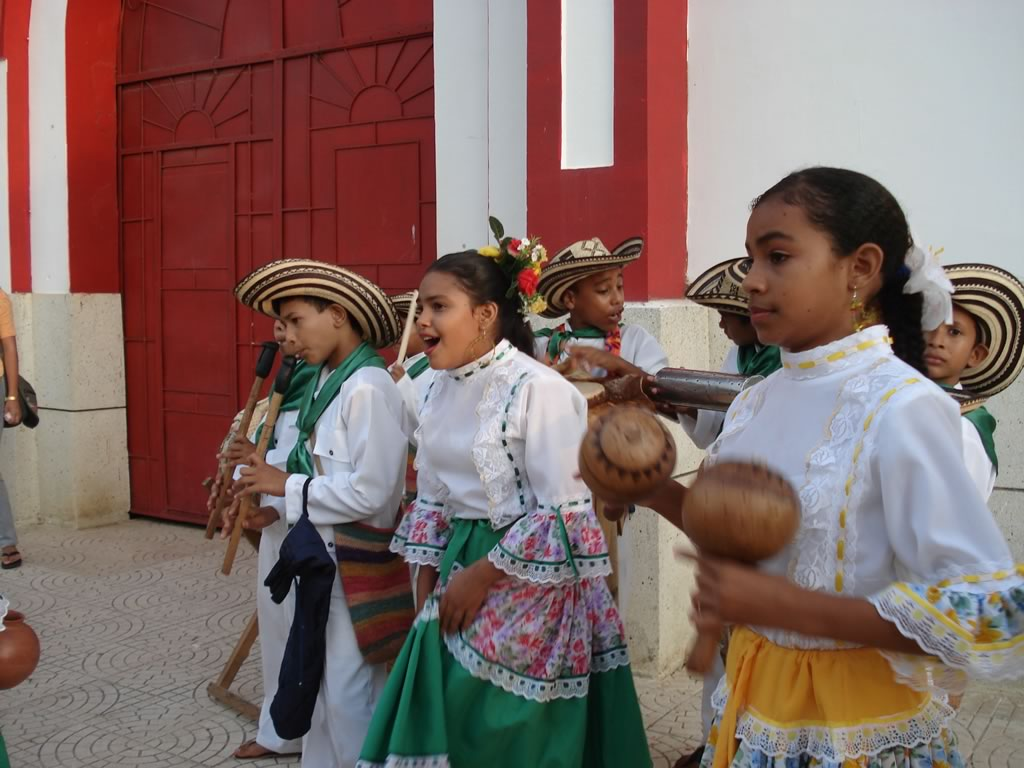
Традиционная музыка Колумбии. Фестиваль Порро в Кордобе

Традиционная музыка Колумбии отражает своеобразие национального состава страны. Колумбию называют «землёй тысячи ритмов». На Тихоокеанском побережье и в центральных горных районах преобладает креольская музыка с типично испанскими чертами; во внутренних областях и в восточной части сохраняется индейская музыкальная культура; музыкальный фольклор карибского побережья испытал влияние негритянской музыки.
Основные песенно-хореографические формы креольской музыки — бамбуко, пасильо, торбельино, гуабина и другие. В инструментарии преобладают струнные щипковые — типле (разновидность гитары), бандола, рекинто.

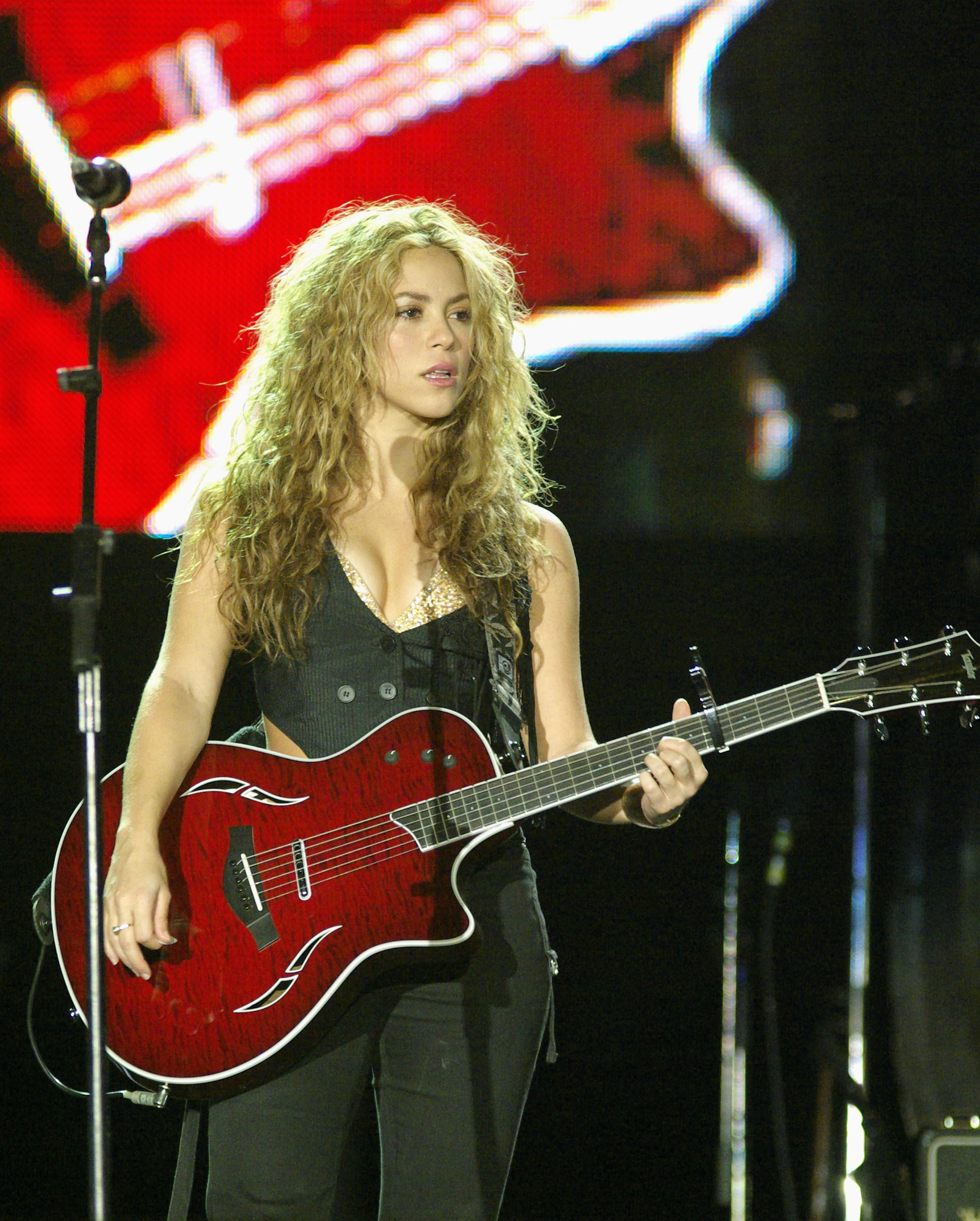
Современная поп-музыка Колумбии. Шакира

Для индейской музыки типичен пентатонный строй, неразрывное единство песни, пляски и инструментального сопровождения; преобладание духовых музыкальных инструментов (тростниковые флейты, деревянные трубы — фотуто) и ударно-шумовых (различные барабаны, барабан-ксилофон мангуаре, погремушки).
Негритянский фольклор отличается подчёркнутой двудольностью, остро синкопированными ритмами, полиритмией, преобладанием ударно-шумовых музыкальных инструментов. Наиболее распространённые песенно-танцевальные формы — порро, кумбия, валленато, меренге, румба.

### СМИ
Государственная телерадиокомпания RTVC Sistema de Medios Públicos создана в 1954 году как Radiotelevisora Nacional de Colombia, с 1963 года — Inravisión (Instituto Nacional de Radio y Televisión — «Национальный институт радио и телевидения»), включает в себя телеканалы Canal Uno (он же Cadena Uno, Televisora Nacional de Colombia, Canal Nacional, запущен в 1954 году), Canal Institucional (он же Cadena Dos запущен в 1972 году), Señal Colombia (он же Cadena 3, запущен в 1972 году), радиостанцию Radio Nacional de Colombia (запущена в 1929 году), Radiónica (запущена в 2005 году).

### Кинематограф
- Фернандо Вальехо

Теленовеллы занимают основное время вещания, что позволяет им достигать экономического уровня, способного поддерживать культурное и журналистское пространство. Они превосходят национальный рынок и активно распространяются заграницей, где международные компании устанавливают принципы для интеграции аудиовизуальной продукции Латинской Америки. На сегодняшний день их основным производством занимаются наиболее популярные телеканалы, принадлежащие частным компаниям — Caracol Television и Canal RCN.

### Спорт

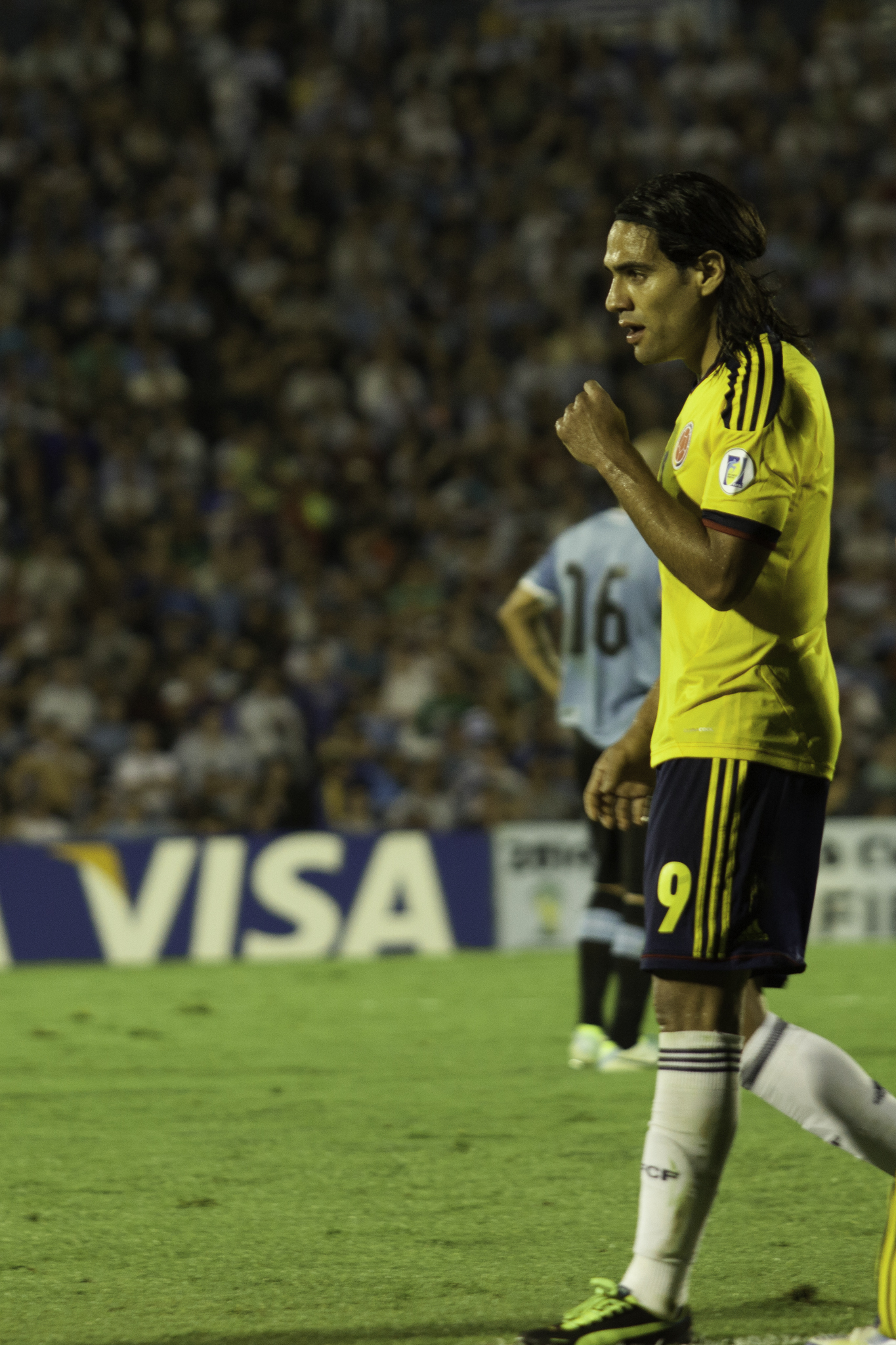
Радамель Фалькао Гарсия. Лучший бомбардир в истории сборной

Сборная по футболу — обладатель Кубка Америки 2001 года. Колумбийские клубы («Атлетико Насьональ» и «Онсе Кальдас») дважды выигрывали Кубок Либертадорес. Сборная Колумбии на чемпионате мира по футболу 2014 года дошла до 1/4 финала. С 2017 года проводится чемпионат по футболу среди женщин.
С 2000-х годов особо популярным уличным спортом в Колумбии стал джимбарр, хотя он успешно развивался и до этого — с середины XX века.
На Олимпийских играх колумбийцы выступают с 1932 года и выиграли с тех пор 19 наград, в том числе 2 золота (тяжелоатлетка Мария Уррутия в 2000 году стала первой в истории Колумбии олимпийской чемпионкой, а в 2012 году второе золото стране принесла 20-летняя велогонщица Мариана Пахон, победившая в дисциплине BMX). Вообще Игры 2012 года в Лондоне стали самыми успешными в истории для колумбийцев — они выиграли сразу 8 медалей в 5 разных видах спорта (дзюдо, борьба, тяжёлая атлетика, лёгкая атлетика и велоспорт).

### Музеи
В Колумбии много различных музеев: истории, археологии, этнографии, оружия, живописи, антропологии, золота (это единственный в мире музей золота — 24 тысячи древних индейских изделий из золота и изумрудов), колониального искусства. Дом-музей руководителя борьбы за независимость испанских колоний в Америке С. Боливара — в Боготе.

## Въездные правила
Безвизовый въезд сроком до 90 дней на территорию Колумбии гражданам России действует c 1 мая 2009 года.